# République démocratique populaire d'Éthiopie
1987–1991
Entités précédentes :
- Gouvernement militaire provisoire de l'Éthiopie socialiste

Entités suivantes :
- Gouvernement de Transition

La république démocratique populaire d'Éthiopie (RDPE) (Amharique: የኢትዮጵያ ሕዝባዊ ዲሞክራሲያዊ ሪፐብሊክ) est le premier régime républicain de l'Histoire éthiopienne. Proclamé le 10 septembre 1987, il succéda au Gouvernement militaire provisoire de l'Éthiopie socialiste mis en place par la junte militaire du Derg, bien que le chef du Derg, Mengistu Haile Mariam, soit resté au pouvoir. 
Symbole d'un pouvoir en fin de vie, cette république vivra moins de quatre ans. Mengistu, déjà chef de l'État depuis 1977, fut son premier président; l'existence de la république démocratique populaire d'Éthiopie est marquée par la guerre érythréenne de sécession, ainsi qu'à la continuation de la guerre civile éthiopienne, en cours depuis 1974. 
Mengistu quitte le pouvoir le 21 mai 1991 pour le remettre à Tesfaye Gebre Kidan qui restera au pouvoir une courte semaine puisque le 28 mai 1991, les mouvements rebelles protagonistes des conflits, avec Meles Zenawi à la tête du FDRPE, vont causer la chute du régime et mettre en place la république d'Éthiopie.

## Historique
Dans les années 1970, les Soviétiques pressent leurs alliés éthiopiens de la junte militaire du Derg de formaliser leur régime politique, et de mettre en place une constitution et un parti communiste. Une commission chargée de créer ce qui doit être le parti unique éthiopien est formée en 1976, mais ses travaux n'aboutissent qu'en 1984 à la création du Parti des travailleurs d'Éthiopie.
Il faut encore attendre trois ans pour que la république démocratique populaire d'Éthiopie soit proclamée, le 10 septembre 1987. 
En 1989, Meles Zenawi s'affirme  comme dirigeant du Front de libération des peuples du Tigré (FLPT). Israël entre secrètement en contact avec le gouvernement de Mengistu et accepte d'apporter une aide militaire et économique. En février-mars de cette même année, les troupes de Mengistu sont défaites par le FLPT près d'Inda Selassié. Les troupes du Derg se retirent de tout le Tigray (excepté le sud-est). Au mois de mars, le Front populaire de libération de l'Érythrée (FPLE) remporte la victoire à Afbet, en Érythrée. Au printemps, une tentative de médiation américaine entre le FPLE et le Derg, menée par Jimmy Carter, est un échec.
Le 16 mai 1989, des officiers forment un complot, qui échouera, contre Mengistu. À la fin de l'année, une nouvelle médiation, menée par le ministre italien des affaires étrangères, entre des représentants du Derg et du FLPT, est un échec. Les mouvements de guérilla du nord annoncent avoir repéré des conseillers israéliens au sein de l'armée éthiopienne. À la même période, les mouvements rebelles du nord abandonnent leurs références au marxisme. 
En février 1990, le FLPE s'empare de la ville de Massaoua et de son port, essentiel pour l'Éthiopie. Le 5 mars 1990, Mengistu prononce un discours important devant le Shengo (parlement de l'époque) : plusieurs réformes sont annoncées. En avril 1990, une délégation éthiopienne conduite par Kassa Kebede se rend à Washington afin d'obtenir un soutien en faveur de Mengistu, mais la mission échoue. Le 19 mai 1990, le pays apprend que le procès des généraux impliqués dans le complot de mai 1989 s'est achevé et que les suspects ont été exécutés. Le 26 juillet, Mengistu annonce que l'Éthiopie a renoncé au communisme et souhaite améliorer ses relations avec les États-Unis.
En janvier 1991, le Front démocratique révolutionnaire du peuple éthiopien (FDRPE) lance l'« opération Tewodros », du nom du negusse Negest Tewodros II. L'opération vise à libérer les régions amharas du nord. Du 17 janvier au 21 janvier, le FDRPE tient son premier congrès. En février, le Front de libération oromo s'empare de la ville d'Asosa, située à l'ouest du pays, près de la frontière avec le Soudan. 
Le 10 mars, le FDRPE publie son programme pour le pays puis, le 25 avril, annonce à la radio qu'il s'est emparé de la ville d'Ambo, afin d'isoler la capitale Addis Abeba.
Le 26 avril 1991, Mengistu nomme Tesfaye Dinka premier ministre. Le chef de l'État quitte définitivement l'Éthiopie.
Le 23 mai, le FPLE annonce la formation d'un gouvernement intérimaire ; dans le même temps, l'Érythrée échappe de facto au contrôle éthiopien. Le 27 mai 1991, le FDRPE annonce lors d'une conférence à Londres qu'il a pris d'importantes villes du sud dont Djimma Agaro et Gambela. Le 28 mai 1991, Addis-Abeba tombe sans résistance, le FDRPE prend le pouvoir et le régime du Derg est officiellement renversé. Cette date est proclamée par la suite jour de la fête nationale. Meles Zenawi assume la fonction de chef d'État d'intérimaire.